# Золотушка (приток Подкумка)
Золоту́шка — река в Ставропольском крае.

## География
Длина 13 км. Река Золотушка принадлежит к бассейну реки Кумы, левый приток реки Подкумок.
В нижнем течении Золотушка имеет неглубокое русло и проходит по пойменной части реки Подкумок. Река берёт начало на отрогах горы Шелудивой.
Самый крупный приток-ручей Монастырский.

## История
Письменных свидетельств о происхождении названия реки нет. Раньше называлась Золотух.
В 1780 году при слиянии рек Золотух (Золотушка) и Подкумка на так называемой «Сухой черте» Кавказской линии была основана Константиногорская крепость — будущий Пятигорск.
В 1785 году составлено «Описания рекам, озёрам и впадающим в них речкам и ручьям, также и горам, принадлежащих землям абазинских и кабардинских народов» приставом Большой Кабарды премьер-майором, князем Афанасием Ураковым по личному распоряжению Екатерины II. В описании называется, в частности, «Речка Бештова, вышла из под Бештовых гор и, протекая мимо Константиновоградского укрепления, впадает в Подкумок».
В XIX — начале XX века река Золотушка и Подкумок не имели искусственных сооружений на берегах. Из-за этого, обширные территории современного Пятигорска были заболочены. Болота реки Золотушка становились источником распространения в городе малярии, очаги которой удалось ликвидировать только после осушения болот в XX веке. Вода реки Золотушка в XIX — начале XX века использовалась для наполнения пруда «Озера Больдта» — места отдыха жителей и гостей Пятигорска (район дома № 263 по ул. Пальмиро Тольятти).

## Хозяйственное использование
Ежегодные колебания режима реки незначительны. В среднем и нижнем течении Золотушка имеет постоянный уровень и расход воды. В этом месте глубина достигает 20 см, а ширина водной глади до 2 м. В пределах села Вин-Сады вода реки Золотушка используется для полива огородов местных жителей. В городе Пятигорске вода реки используется для нужд Ботанического сада Пятигорского медицинского фармацевтического института.

## Использование топонима
Название реки дало наименование для села в городском округе Пятигорск и микрорайона и железнодорожной платформы в городе Ессентуки.